# Biblioteca comunale di San Miniato
La Biblioteca Comunale di San Miniato è la biblioteca pubblica del comune sanminiatese.

## Notizie storiche
La biblioteca venne istituita nel 1866 quando i beni ecclesiastici, fra cui anche i patrimoni bibliografici delle corporazioni religiose soppresse, furono inglobati in quelli del Regno d'Italia.
L'elencazione e il riordino del numeroso patrimonio fu fatto da un socio dell'Accademia degli Euteleti, il medico Misael Pieragnoli. Il suo prezioso lavoro permise nel 1875 l'apertura della biblioteca al pubblico. Il Pieragnoli lavorò al fine di completare le collezioni di classici, vendendo e scambiando i duplicati, riuscendo a dotare la biblioteca di materiale adatto alle esigenze dei sanminiatesi.
Nel 1893 la biblioteca trovò la sua sede nel convento della chiesa di San Domenico. Trovata una sede consona, venne ultimata la catalogazione dei libri, vennero organizzati gli scaffali e venne creata una sezione dedicata al patrimonio bibliografico locale. Il 2 novembre 1894 venne emanato il primo regolamento della biblioteca.
Grazie agli sforzi delle autorità amministrative la biblioteca proseguì negli anni la sua attività. Nel 1981 la sede venne trasferita dal convento di San Domenico al chiostro della stessa chiesa, e in tale occasione vennero riordinati i volumi e i libri vennero catalogati secondo il metodo Dewey. All'inizio del 1983 i lavori di riordino furono terminati e la biblioteca venne riaperta al pubblico.
Nel 2013 la biblioteca e le sue sedi staccate sono entrate a fare parte del circuito bibliotecario della Provincia di Pisa Bibliolandia.

## Catalogo
Nel 1992 le schede cartacee sono state inserite nel sistema informatico TECA, cosa che ha consentito, l'anno successivo di informatizzare anche le procedure di prestito. Dal 2007, sono state infine informatizzate tutte le operazioni di gestione, attraverso l'acquisto del pacchetto LIBERO della Infologic srl.

## Patrimonio
L'attuale patrimonio bibliografico inventariato è suddiviso in una sezione generale, una sezione di storia locale, una sezione per ragazzi, oltre al fondo antico. Complessivamente sono disponibili 35.000 volumi circa, 1.200 volumi del periodo XV/XVIII secolo, 1.500 volumi del XIX secolo e inizi XX secolo e 30.000 volumi moderni.

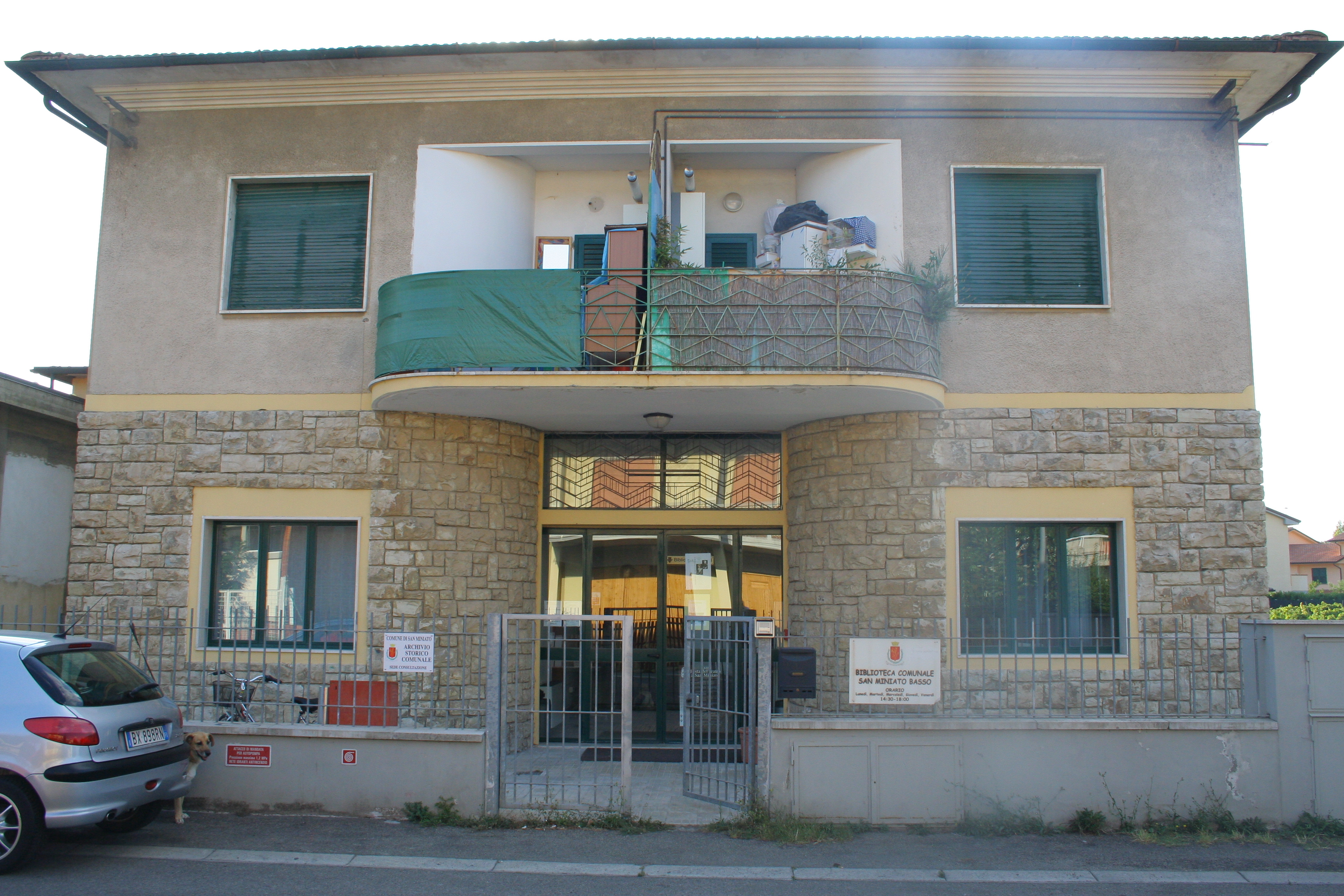
Sede decentrata di San Miniato Basso

## Servizi
La biblioteca offre giornalmente 5 quotidiani di cui 2 di interesse locale; i servizi offerti agli utenti sono: prestiti di libri e DVD, è possibile consultare giornali, periodici e banche dati, offre alcune postazioni di accesso ad internet. Semestralmente viene pubblicato un Bollettino di informazione.
Nel 1993 la biblioteca è diventata il centro di un Sistema Bibliotecario, avendo acquisito due sedi periferiche a San Miniato Basso e Ponte a Egola.
Potendo contare su queste due ulteriori sedi, nel 1994, il Sistema bibliotecario comunale ha iniziato ad organizzare dei progetti di promozione alla lettura specifici per le scuole dell'infanzia e primaria nel comune di San Miniato, nella speranza di far crescere l'interesse alla lettura nei più giovani.
Nel 2009 i prestiti della biblioteca (libri, dvd e cd) sono stati 33.706. Il libro più letto è stato La solitudine dei numeri primi di Paolo Giordano.